# 光茴香脑
光茴香脑是一种天然有机化合物，化学式C16H16O2，属于芪类化合物，存在于茴芹（Pimpinella anisum）和茴香（Foeniculum vulgare）等植物中。